# Karapandža
Karapandža je sjeveroistočni kutak Republike Hrvatske, a ujedno i najveće hrvatsko "bačko" odnosno prekodunavsko ozemlje. 
Sa zapada ga omeđuje Dunav, s juga ga rukavac Dunava  Baračka i Veliki kanal, a s istoka Bajski kanal (staro korito Dunava) koji je otprilike i granica Republike Hrvatske i Republike Srbije odnosno Vojvodine. Sa sjeverne strane je zatvoren s granicom Republike Hrvatske i Republike Mađarske.
Nastao je promjenom toka rijeke Dunava, tako da su ga zatvorili stari i novi tok rijeke Dunav.
Od bližih naselja, u Hrvatskoj se nalazi mjesto Batina, a u Vojvodini se nalaze Bački Brijeg, Kolut i Bezdan.
Republika Srbija osporava Republici Hrvatskoj pravo na ovo ozemlje.

## Vanjske poveznice
|  | Zajednički poslužitelj ima još gradiva o temi Karapandža |